# Microsoft Windows 1.0
Microsoft Windows 1.0（マイクロソフト ウインドウズ 1.0）は、マイクロソフトが1985年11月20日に発売したMS-DOS上に動作するオペレーティング環境である。

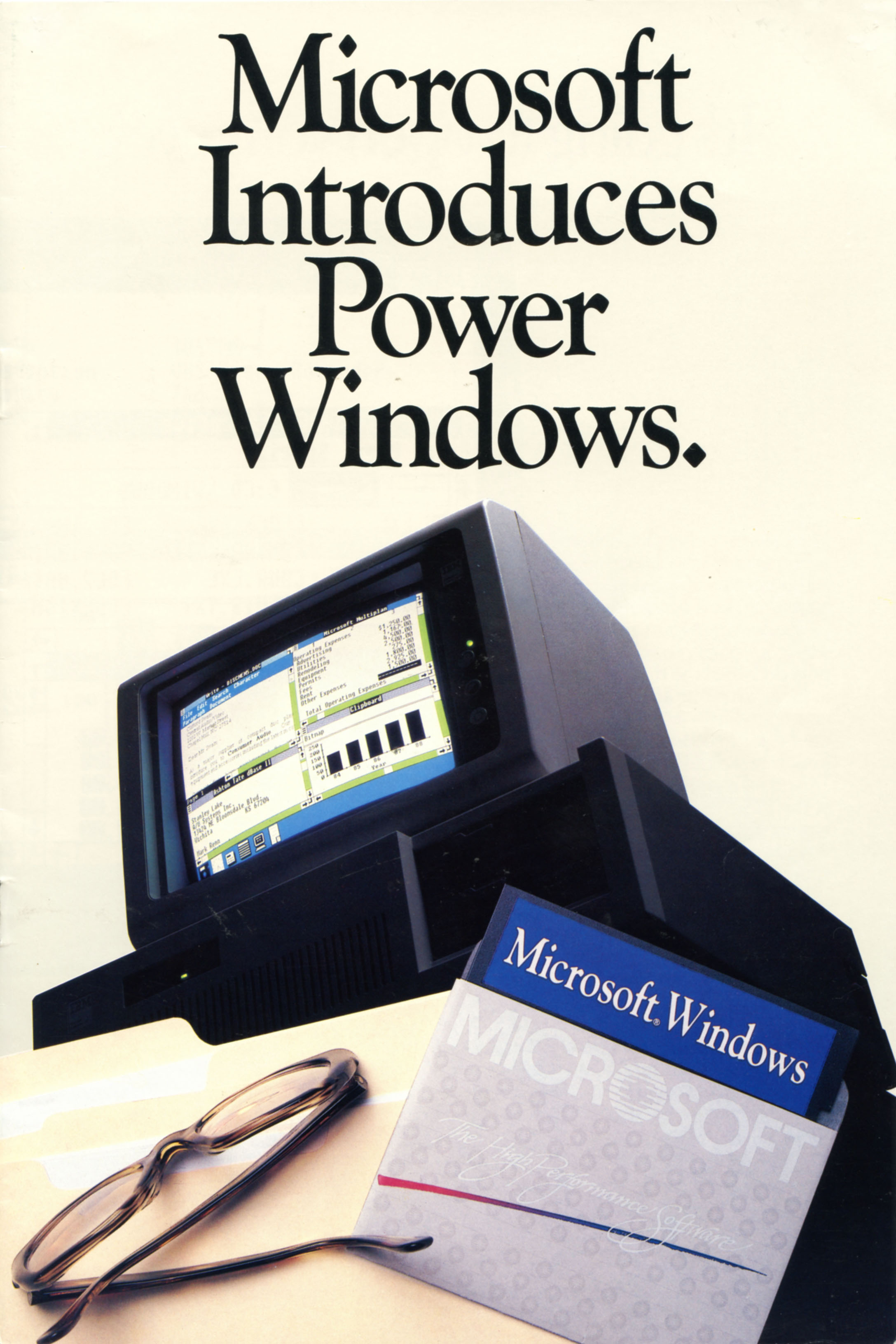
Windows 1.0のカタログ（1986年1月）

## 概要
IBM PCなどx86系のPCはもともとMS-DOSやBASICなどのようにキャラクタユーザインターフェース (CUI) のOSを採用していたが、1984年に登場したAppleのMacintoshではOSが当初からグラフィカルユーザインターフェース (GUI) を備えていた。そのような中、マイクロソフトはMS-DOSにGUI環境を追加するアドオンの開発を1983年から進めており、1985年にリリースした。これがWindows 1.0である。動作には別途MS-DOS（日本語版では Ver. 3.1以上）が必要であり、この制限はWindows 3.xまで続いた。
テレビコマーシャルでは、スティーブ・バルマーが熱狂的にWindows 1.0を宣伝し、大きな印象を与えた。しかし、Intel 80286で搭載されたプロテクトモードには対応していなかったために、メモリ利用の上限サイズが640KBになっている。また、当時の一般的なパソコンの性能では動作が重かった。Windowsの発売延期や仕様変更が繰り返されたことで、ソフトウェアメーカーがWindows対応ソフトの開発から退いてしまったことも影響した。結果として、米国での発表当初（1983年）の騒ぎとは逆に、発売後の評判はあまり思わしくなかった。
日本では、MS-DOS Ver. 3.1と共にバンドルOSとしてNEC製パソコンPC-9801VX4/WNに採用され、1986年11月に発売された。しかし、そのすぐ後にOS/2やWindows 2.0の登場が予期されていたこともあり、Windows 1.0に対する日本のソフトウェアメーカーの反応は米国と同様に鈍かった。
1987年にマイクロソフトのロゴが変更されたため、起動画面のマイクロソフトのロゴは、1985年発売のバージョン1.01と1.02、1986年発売の1.03までが旧ロゴ、1987年発売の1.04は新ロゴとなっている。

## 開発
Windowsの開発は、1981年9月に立ち上がった「インターフェイスマネージャ」というプロジェクトがきっかけであった。当時のWordStarやMicrosoft Multiplanといった代表的なものを含むIBM PC用ソフトウェアは操作方法に共通点がなく、テキストのコピーやファイルの印刷といったよく使われる操作すら統一されていなかった。また、アプリケーションからプリンターにデータを送る手順も標準化されていなかったため、各ソフトウェアがそれぞれの開発時点でのプリンターに対応するドライバを開発して添付する必要があった。こういった不便を解消すべく「インターフェースマネージャ」のプロジェクトが開始され、次の目標が立てられた。
- ハードウェアから独立していること。
- グラフィック・モードで動くこと。
- WYSIWYGアプリケーションをサポートすること。
- アプリケーションの見かけを標準化すること。

当初、画面のデザインはMultiplanのように画面下部に操作コマンドを表示するものが考えられていたが、これはXerox StarやMacintoshのようなプルダウンメニュー方式に変更された。また、各アプリケーションのパネルを表示するウィンドウはタイル状に並ぶ方式を採用したが、世間ではアップルのLisaで採用された積み重ね表示のデスクトップ方式が受けていた。Windowsがまだ完成までほど遠い状況にあった中、1980年から同様のソフトウェアを開発していたビジコープは1982年秋にVisiOnを発表し、1983年10月には出荷の準備が完了したと発表した。同時期に、クォーターデックからDESQViewという競合製品も現れた。他社に先手を取られたマイクロソフトは、1983年11月10日にWindowsの開発を正式に発表した。それは2台のフロッピーディスクドライブと192KBのRAMを必要とするもので、マイクロソフトはそれをMS-DOS用のデバイスドライバとして説明した。正式発表後、マイクロソフトはハードウェアやソフトウェアのメーカーにWindowsの採用を呼びかけ、1984年初めには20社以上から賛同を得た。
しかし、Windowsの開発は延期を重ねていった。Windowsは当時のパソコンの平均的な性能ではあまりにも重く、開発は困難を極めた。開発言語がPascalからLattice C、Microsoft Cへと変更されたこと、マイクロソフトは1983年末には500人ほどの社員を抱えていたにもかかわらず、すべてのプロジェクトにビル・ゲイツが責任を持つという組織体系であったため、開発の進行や問題の把握に遅れをもたらしていることが明らかになった。開発体制の問題は1984年8月の組織改革で改善され、この時スティーブ・バルマーがWindowsを担当するシステム部門の責任者となった。この間、表ではVisiOnが開発環境や動作環境の問題で市場に受け入れられていないことが明白となり、マイクロソフトの失態は初めのうちは見逃されていた。ところが、開発はスムーズには進まず、1984年末になると『PC Weeks』を初めとする複数の雑誌の評論家から批判を受けた。Windowsはマイクロソフトの最重要プロジェクトとして、プログラミング・チームは20人以上、マニュアル製作やテストチームを合わせて30人以上の当時としては大規模なチームになった。
1985年5月のCOMDEXにWindowsを出展し、6月に発売すると断言した。1985年6月28日、本来ならWindowsの発売日であったが、Windowsのテスト版がソフトウェア開発者やハードウェアメーカーに配布されるのみだった。名目上は正式リリース前にテストユーザーからフィードバックを得るためとされた。最終的に、1985年11月11日にマスコミや関係者を招いたWindows完成パーティーが開かれ、11月20日にWindowsが99ドルで発売された。

## 機能

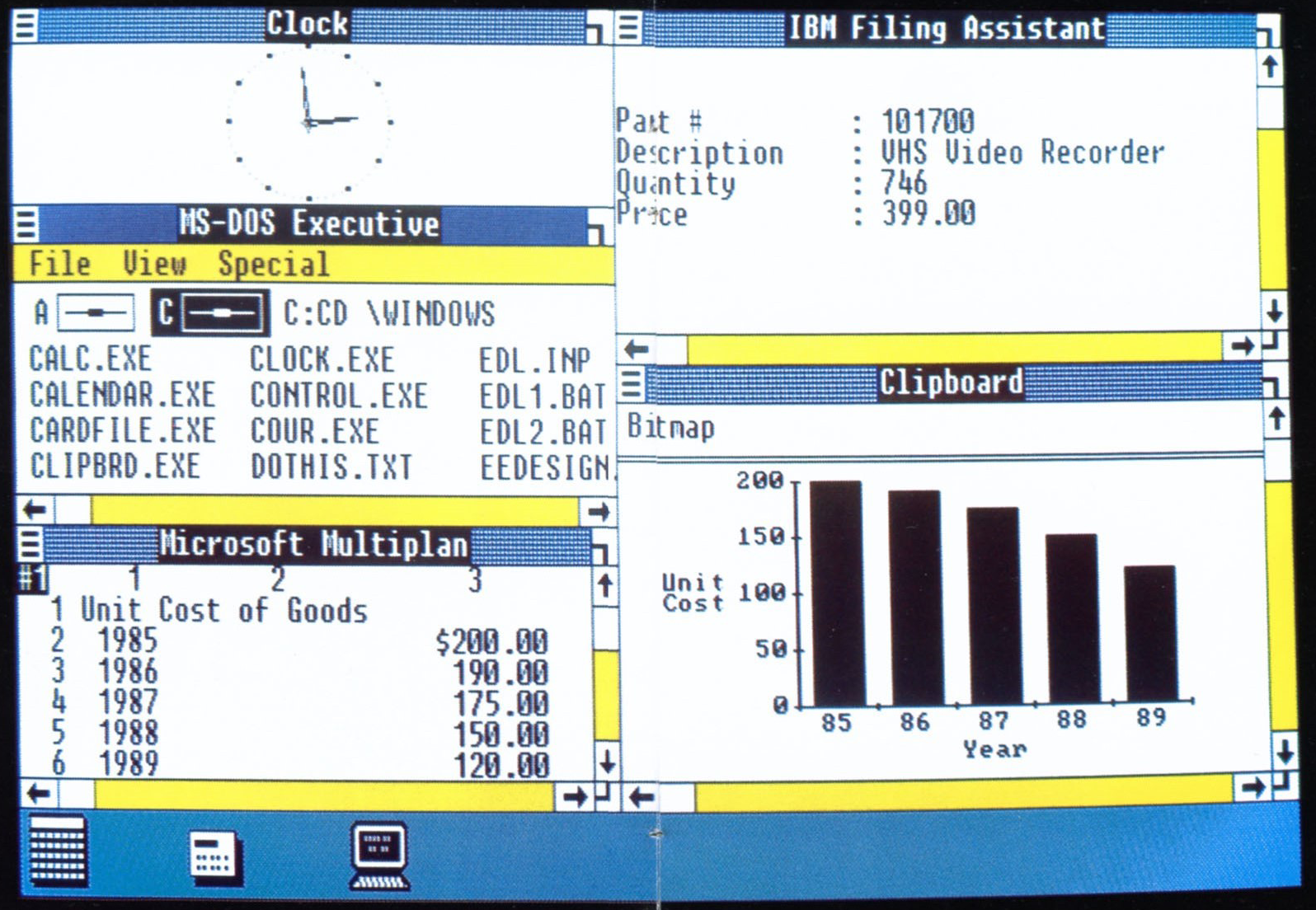
スクリーンショット（Windows 1.0のカタログより）

### GUI
スタイルは現行Windows製品の原型となったWindows 95や、その前身であるWindows 3.1とは大きく異なっている。擬似マルチタスクオペレーティング環境で、各ウィンドウはタイル状に展開された。ただし、コントロールパネルの個々の設定項目などのように、ダイアログボックス程度の小さなウィンドウであれば重ねて表示されることもあった。
タイル状のウインドウについては、当時のハードウェア的な制約によるものという説がある（Windows 1.0が動作する最低限の環境では仕組みが重荷すぎる）が、開発者は「重なったウインドウは複雑なので、ユーザーインターフェースの観点からあえてそうした」と主張している。ただし、ダイアログやプルダウンメニューといった要素を見て分かる通り、ウィンドウを重ねる機能が全く存在しないわけではない。Windows 1.0開発者の一人であり、ゼロックス出身のスコット・マクレガーは、「ユーザビリティを優先させるため簡略化した」と述べており、PARC時代の実験から「複数のウィンドウを用いる場合、それらを重ねるより並べて扱う方が移動の効率が良い」という実験結果を得ていたという。現在においても、研究所レベルの内製システムなどでは意図的にタイリングを採用する例はあり、Windows 1.0の設計が必ずしも低レベルというわけではない。開発チームにはMac派のメンバーもおり、タイリングにするか重ねるかで対立があったとされている。
個々のウィンドウは、タイル表示のほかに最大化や最小化（アイコン化）も可能である。この意味では、アプリケーションにはアイコンが存在するが、あくまでタスクアイコンであり、後述のようにファイルとしてのアイコンは無い。アプリケーションのウィンドウは、最大化しない限りは常に下部に隙間を残す形になり、デスクトップの一部が見えている状態になる。Windows 3.x以前のデスクトップは、基本的にタスクアイコンの置き場であり、このデスクトップ下部領域はちょうどタスクバーの役割があった。Windows 1.0のデスクトップは2.0-3.xのデスクトップとは異なり、下部領域はウィンドウの表示領域とは機能的に独立しており、より95以降のタスクバーに近いものだった。ウィンドウ表示領域は、常に何らかのウィンドウが占拠しており、意図的にすべてのウィンドウをタスクアイコン化しない限りは、デスクトップ背景が見える機会が無い。このデスクトップ背景にタスクアイコンをドラッグすれば、そのタスクのウィンドウが開くため、下部領域以外のデスクトップにアイコンを置くことはできない。既に、何らかのウィンドウが占拠していた場合は、既存のウィンドウとの分割表示（タイル表示）になる。この時、タスクアイコンをドロップした位置によって、ウィンドウが縦に分割されるか、横に分割されるかが決まる。
ウィンドウは、上部にタイトルバーやメニューバーを備えており、これらはその後のWindowsと同様である。この頃から既に、タイトルバーの左端の四角い部分（95以降では小さなアイコンが表示される個所）にもプルダウンメニューを備えており、そこをダブルクリックすることでウィンドウを閉じる機能も、この頃から搭載されている。
しかし、ウィンドウにはその後のWindowsような太いウィンドウ枠は存在せず、ウィンドウ枠を直接ドラッグすることはできなかった。ウィンドウ間の境界位置を変更するには、タイトルバーの右端にある四角いボタンのようなものをドラッグする必要があった。このボタンは、ダブルクリックでウィンドウを最大化する機能もあった。タイトルバーの右端のボタンはこれ1つだけであり、その後のWindowsようにウィンドウを閉じたり最小化したりするボタンは無い。それらの操作は、タイトルバーの左端のプルダウンメニューから行う必要があった。
マウスの操作は、当時のMacintoshに近いものだった。例えば、プルダウンメニューを出してもマウスのボタンを離すと消えてしまうため、クリックしたままドラッグさせることで目的の選択肢を選び、ボタンを離すことで決定する必要があった。この操作方法は、その後のWindowsでも可能である。

### MS-DOS ウィンドウ
Windows 1.0から2.xまで使われたシェルプログラムが、MS-DOSウィンドウ（原語版では「MS-DOS Executive」）である。
日本語版では「MS-DOS ウィンドウ」という名称だが、紛らわしいことにDOS窓とは別物であり、あくまで後のファイルマネージャやエクスプローラに相当するユーザーインターフェースである。ただし表示される情報はMS-DOSのDIRコマンドの表示と大差なく、アイコン表示はドライブ名だけで、ボリュームラベル、カレントディレクトリのパスおよび、ファイル名は文字で羅列されるだけのものだった。すなわち、ファイルにはアイコンが用意されておらず、ファイル名を直接ダブルクリックすることでプログラム（データファイルの場合は関連付けられたプログラム）が起動する。要するに、MS-DOSにおけるコマンド入力の一部をマウス操作でも可能にした程度のものだった。なお、メニューバーからはファイルやディレクトリ、ディスク関連の操作メニューがいくつか用意されているが、ファイルはドラッグすることができず、複雑なファイル操作にはキーボード入力が必要だった。
MS-DOSウィンドウの表示形式には、ファイル名だけの「ショート」と、タイムスタンプやファイルサイズの情報を含む「ロング」があり、前者はDIRコマンドで言うところの「/W」オプションでの表示に近い。これらは、後のファイルマネージャの表示メニューで言うところの「名前のみ」と「すべての情報」に、エクスプローラの表示メニューでは「一覧」と「詳細」に、それぞれ相当する表示形式である。表示順は「名前」、「日付」、「サイズ」、「拡張子」でソート可能なほか、プログラムファイルのみの表示や、ワイルドカードによる指定ファイルのみを表示することもできた。
ディレクトリツリーを表示する機能は無いものの、複数のMS-DOSウィンドウを同時に立ち上げることができ、異なるドライブやディレクトリを同時に参照することができた。新しいウィンドウを立ち上げる実行ファイルは「MSDOS.EXE」で、名称こそEXE形式だが、バイナリはRET命令のみの1バイトというCOMファイル相当でしかなく、MS-DOSウィンドウが呼び出されるショートカットのような存在だった。これはWindows 2.xでも同様になっている。
MS-DOSウィンドウはシェルであるためWindowsの起動時に自動で立ち上がり、すべてのMS-DOSウィンドウを閉じればWindowsも終了する。
Windows3.xではプログラムマネージャとファイルマネージャに置き換えられた。

### 付属アプリケーション
当時から搭載されていた主なアクセサリやツール類には、以下のようなものがある。FD運用の場合に、デスクトップアプリケーションディスクに含まれるプログラムを主として挙げる。実行前には、ショートカットのようなタイトル名は表示されていないため、実行するファイル名を示した。括弧内は、タイトルバーでのタイトル。以下の他、画面ハードコピーを行う「WHCOPY.EXE」がWindowsのシステムディスク側にあった。
- CALC.EXE （電卓）
- CALENDAR.EXE （カレンダー）
- CARDFILE.EXE （カードファイル） - カード型データベース。
- CLIPBRD.EXE （クリップボード）
- CONTROL.EXE （コントロールパネル）
- NOTEPAD.EXE （メモ帳）
- PAINT.EXE （ペイント）
- PIFEDIT.EXE （プログラム情報エディタ） - MS-DOSプログラム実行の際の個々の環境設定を行うPIFファイルを編集する。
- REVERSI.EXE（リバーシ）
- SPOOLER.EXE （スプーラ） - プリンタスプーラ。
- TERMINAL.EXE （ターミナル） - 通信ソフト。
- TIME.EXE （時計）
- WDSKCOPY.EXE （WDSKCOPY） - ディスクコピー。これはオーバーラップウィンドウで実行される。
- WRITE.EXE （ライト） - Windows 95/NT4.0以降のワードパッドに相当するワープロソフト。
- WSWITCH.EXE （スイッチ） - PC-9800シリーズ用の場合。メモリスイッチ設定ツール。
- WUSKCGM.EXE （ユーザー定義文字保守ユーティリティ） - 外字エディタ。

### システム要件
Windows 1.0のシステム要件は、次の通りである。
| 物理メモリ   | 256KB以上                                            |
| 補助記憶装置 | フロッピーディスクドライブまたはハードディスクを搭載 |
| MS-DOS       | バージョン 2.0以上                                   |
| ディスプレイ | CGA、EGAまたはHGCグラフィック、および互換モニター    |

## 評価
Windows発表直後や発売前後での歓迎ムードから一変して、発売後は批判を浴び続けた。
競合製品のDESQviewやTopViewがテキストベースのオペレーティング環境であったのに対し、Windowsはグラフィックベースであることを貫いた。また、別の競合製品であるGEMはグラフィックベースであるものの、同時に一つのアプリケーションしか実行できないシングルタスクであったが、Windowsはアプリケーションが無負荷の時に、別のアプリケーションに処理を割り当てる擬似マルチタスクであった。この機能を組み込んだ分だけ性能にハンデを負うことになり、当時普及していたIBM PCやPC/XT相当のパソコンの性能では満足に動かせず、80286とハードディスクを搭載したPC/ATですらRAMディスクを使わないとスムーズに動かないと指摘された。さらに、Windowsの開発表明から発売までに発売の延期や仕様の変更が繰り返されたため、ロータスやアシュトンテイトといった大手ソフトウェアメーカーがWindows用ソフトの開発に興味を示さなくなったことも大きなマイナスとなった。
性能の問題に対しては、1986年末にマイクロソフトが直々にIBM PC用CPUアクセラレーターとマウスを同梱した「Microsoft Mach 10」を発売したが、Windows対応ソフトがない問題は残っているという批判が上がった。1987年初めには、マイクロソフトはWindowsを50万本出荷したと発表したが、実際にユーザーの手に渡ったのは多くても10万本だろうという指摘が挙がった。
Windowsのコンセプトや、機能に対する批判は目立ったものではなく、当時の平均的なパソコンでは性能不足だったことと、対応ソフトの少なさに問題があったとして結論づけられた。1987年3月に、マイクロソフトのWindows宣伝担当は「座ってのんびりしている暇はない。我々はまだスタートしたところだ。誰も最初のラップでレースに勝利するとは言っていなかった。」とコメントし、Windowsの開発を続けることをほのめかした。

## 出荷本数の推移
- 1987年3月 - 50万本突破[16]
- 1987年11月 - 100万本突破[9]

## サポート期間
Windows 1.0 - 2.xは、リアルモード用のアプリケーションしか動かせないため、リアルモードのサポートされたWindows 3.0までは一応の（メモリ管理上の）互換性は保たれたものの、Windows 3.0以降でプロテクトモードアプリケーションが主流になる頃には事実上の製品寿命を終えていた。
しかし、当時のマイクロソフトでは明確なサポート期限という概念が存在せず、製品寿命を過ぎてフェードアウトした製品については、サポートもうやむやになっているような状況だった。しかし、企業向けの売り込みでWindows 95からの置き換えに成功したWindows 2000の登場が転機となり、サポート期間に対する問い合わせが相次いだことから、後付けでサポート期限が設けられた。その結果、この時点で事実上の製品寿命を迎えていたWindows 95以前の製品について、一律に2001年12月31日にサポートが打ち切られ、Windows 1.0も16年に及ぶ歴史に正式な幕引きが行われた。